# Mistrzostwa Świata w Piłce Nożnej 2006 (eliminacje strefy UEFA)/Grupa 4
Eliminacje do Mistrzostwa Świata w Piłce Nożnej 2006 w strefie UEFA rozegrane zostały w grupach systemem każdy z każdym, mecz i rewanż. W grupie 4 znalazły się następujące drużyny:
- Cypr
- Francja
- Irlandia
- Izrael
- Szwajcaria
- Wyspy Owcze

Bezpośredni awans na Mundial uzyskała reprezentacja Francji, natomiast do baraży trafili Szwajcarzy.

## Tabela
Grupa 4:
| Reprezentacja | Pkt | M  | W | R | P | Br+ | Br- | +/- |
| ------------- | --- | -- | - | - | - | --- | --- | --- |
| Francja       | 20  | 10 | 5 | 5 | 0 | 14  | 2   | 12  |
| Szwajcaria    | 18  | 10 | 4 | 6 | 0 | 18  | 7   | 11  |
| Izrael        | 18  | 10 | 4 | 6 | 0 | 15  | 10  | 5   |
| Irlandia      | 17  | 10 | 4 | 5 | 1 | 12  | 5   | 7   |
| Cypr          | 4   | 10 | 1 | 1 | 8 | 8   | 20  | -12 |
| Wyspy Owcze   | 1   | 10 | 0 | 1 | 9 | 4   | 27  | -23 |

|             | Cypr | Francja | Irlandia | Izrael | Szwajcaria | Wyspy Owcze |
| ----------- | ---- | ------- | -------- | ------ | ---------- | ----------- |
| Cypr        | –    | 0:2     | 0:1      | 1:2    | 1:3        | 2:2         |
| Francja     | 4:0  | –       | 0:0      | 0:0    | 0:0        | 3:0         |
| Irlandia    | 3:0  | 0:1     | –        | 2:2    | 0:0        | 2:0         |
| Izrael      | 2:1  | 1:1     | 1:1      | –      | 2:2        | 2:1         |
| Szwajcaria  | 1:0  | 1:1     | 1:1      | 1:1    | –          | 6:0         |
| Wyspy Owcze | 0:3  | 0:2     | 0:2      | 0:2    | 1:3        | –           |

## Wyniki
| 4 września 2004 15:00 | Irlandia · Clinton Morrison 33' · Andy Reid 38' · Robbie Keane 55' | 3:0(2:0)raport | Cypr | Lansdowne Road, Dublin Widzów: 36 tys. Sędzia: Lewan Paniaszwili (Gruzja) |
|                       |                                                                    |                |      |                                                                           |

| 4 września 2004 17:30 | Szwajcaria · Johan Vonlanthen 10' · Johan Vonlanthen 14' · Alexandre Rey 29' · Alexandre Rey 44' · Alexandre Rey 55' · Johan Vonlanthen 57' | 6:0(4:0)raport | Wyspy Owcze | St. Jakob-Park, Bazylea Widzów: 11 880 Sędzia: Alexandru Tudor (Rumunia) |
|                       | |                |             |                                                                          |

| 4 września 2004 21:00 | Francja | 0:0raport | Izrael | Stade de France, Saint-Denis Widzów: 43 527 Sędzia: René Temmink (Holandia) |
|                       |         |           |        |                                                                             |

| 8 września 2004 17:00 | Wyspy Owcze | 0:2(0:1)raport | Francja · Ludovic Giuly 32' · Djibril Cissé 73' | Tórsvøllur, Thorshavn Widzów: 5 917 Sędzia: Craig Thomson (Szkocja) |
|                       |             |                |                                                 |                                                                     |

| 8 września 2004 20:30 | Szwajcaria · Hakan Yakın 17' | 1:1(1:1)raport | Irlandia · Clinton Morrison 8' | St. Jakob-Park, Bazylea Widzów: 28 tys. Sędzia: Kiros Wasaras (Grecja) |
|                       |                              |                |                                |                                                                        |

| 8 września 2004 20:50 | Izrael · Josi Benajun 64' · Walid Badir 75' | 2:1(0:0)raport | Cypr · Michalis Konstandinu 59' | Stadion Ramat Gan, Ramat Gan Widzów: 21 872 Sędzia: Siarhei Shmolik (Białoruś) |
|                       |                                             |                |                                 |                                                                                |

| 9 października 2004 20:00 | Cypr · Michalis Konstandinu 15' · Janis Okas 81' | 2:2(1:2)raport | Wyspy Owcze · Claus Bech Jørgensen 21' · Rógvi Jacobsen 43' | Stadion GSP, Nikozja Widzów: 1 400 Sędzia: Zohrab Gadiyev (Azerbejdżan) |
|                           |                                                  |                |                                                             |                                                                         |

| 9 października 2004 20:05 | Izrael · Josi Benajun 9' · Josi Benajun 48' | 2:2(1:2)raport | Szwajcaria · Alexander Frei 26' · Johan Vonlanthen 34' | Stadion Ramat Gan, Ramat Gan Widzów: 37 976 Sędzia: Mark Shield (Australia) |
|                           |                                             |                |                                                        |                                                                             |

| 9 października 2004 21:00 | Francja | 0:0raport | Irlandia | Stade de France, Saint-Denis Widzów: 78 863 Sędzia: Arturo Daudén Ibáñez (Hiszpania) |
|                           |         |           |          |                                                                                      |

| 13 października 2004 21:00 | Irlandia · Robbie Keane 14' (k.) · Robbie Keane 32' | 2:0(2:0)raport | Wyspy Owcze | Lansdowne Road, Dublin Widzów: 36 tys. Sędzia: Romans Lajuks (Łotwa) |
|                            |                                                     |                |             |                                                                      |

| 13 października 2004 21:45 | Cypr | 0:2(0:1)raport | Francja · Sylvain Wiltord 38' · Thierry Henry 72' | Stadion GSP, Nikozja Widzów: 3 319 Sędzia: Claus Bo Larsen (Dania) |
|                            |      |                |                                                   |                                                                    |

| 17 listopada 2004 19:00 | Cypr · Janis Okas 45' | 1:2(1:1)raport | Izrael · Adoram Keisi 17' · Awi Nimni 86' | Stadion GSP, Nikozja Widzów: 1 624 Sędzia: Sten Kaldma (Estonia) |
|                         |                       |                |                                           |                                                                  |

| 26 marca 2005 19:50 | Izrael · Abbas Sawwan 90' | 1:1(0:1)raport | Irlandia · Clinton Morrison 43' | Stadion Ramat Gan, Ramat Gan Widzów: 32 150 Sędzia: Walentin Iwanow (Rosja) |
|                     |                           |                |                                 |                                                                             |

| 26 marca 2005 21:00 | Francja | 0:0raport | Szwajcaria | Stade de France, Saint-Denis Widzów: 79 373 Sędzia: Massimo De Santis (Włochy) |
|                     |         |           |            |                                                                                |

| 30 marca 2005 20:30 | Szwajcaria · Alexander Frei 87' | 1:0(0:0)raport | Cypr | Hardturm, Zurych Widzów: 16 066 Sędzia: Stuart Dougal (Szkocja) |
|                     |                                 |                |      |                                                                 |

| 30 marca 2005 20:50 | Izrael · Walid Badir 83' | 1:1(0:0)raport | Francja · David Trezeguet 50' | Stadion Ramat Gan, Ramat Gan Widzów: 32 150 Sędzia: Markus Merk (Niemcy) |
|                     |                          |                |                               |                                                                          |

| 4 czerwca 2005 16:30 | Wyspy Owcze · Rógvi Jacobsen 70' | 1:3(0:1)raport | Szwajcaria · Raphaël Wicky 25' · Alexander Frei 72' · Alexander Frei 84' | Svangaskarð, Toftir Widzów: 2 047 Sędzia: Serge Gumienny (Belgia) |
|                      |                                  |                |                                                                          |                                                                   |

| 4 czerwca 2005 19:30 | Irlandia · Ian Harte 5' · Robbie Keane 11' | 2:2(2:2)raport | Izrael · Avi Yehiel 39' · Awi Nimni 45+1' | Lansdowne Road, Dublin Widzów: 36 tys. Sędzia: Kiros Wasaras (Grecja) |
|                      |                                            |                |                                           |                                                                       |

| 8 czerwca 2005 19:30 | Wyspy Owcze | 0:2(0:0)raport | Irlandia · Ian Harte 51' · Kevin Kilbane 59' | Tórsvøllur, Thorshavn Widzów: 5 180 Sędzia: Anton Guenov (Bułgaria) |
|                      |             |                |                                              |                                                                     |

| 17 sierpnia 2005 19:00 | Wyspy Owcze | 0:3(0:1)raport | Cypr · Michalis Konstandinu 39' · Michalis Konstandinu 77' (k.) · Asimakis Krassas 90+5' | Svangaskarð, Toftir Widzów: 2 720 Sędzia: Stefan Johannesson (Szwecja) |
|                        |             |                |                                                                                          |                                                                        |

| 3 września 2005 21:00 | Francja · Djibril Cissé 14' · Súni Olsen 18' (sam.) · Djibril Cissé 76' | 3:0(2:0)raport | Wyspy Owcze | Stade Félix-Bollaert, Lens Widzów: 40 126 Sędzia: Jaroslav Jára (Czechy) |
|                       |                                                                         |                |             |                                                                          |

| 7 września 2005 19:55 | Wyspy Owcze | 0:2(0:0)raport | Izrael · Awi Nimni 54' · Janiw Katan 79' | Tórsvøllur, Thorshavn Widzów: 2 240 Sędzia: Pieter Vink (Holandia) |
|                       |             |                |                                          |                                                                    |

| 7 września 2005 19:55 | Irlandia | 0:1(0:0)raport | Francja · Thierry Henry 68' | Lansdowne Road, Dublin Widzów: 36 tys. Sędzia: Herbert Fandel (Niemcy) |
|                       |          |                |                             |                                                                        |

| 7 września 2005 21:15 | Cypr · Efstatios Aloneftis 35' | 1:3(1:1)raport | Szwajcaria · Alexander Frei 15' · Philippe Senderos 71' · Daniel Gygax 84' | Stadion GSP, Nikozja Widzów: 2 561 Sędzia: Nikołaj Iwanow (Rosja) |
|                       |                                |                |                                                                            |                                                                   |

| 8 października 2005 20:00 | Cypr | 0:1(0:1)raport | Irlandia · Matt Elliott 6' | Stadion GSP, Nikozja Widzów: 13 546 Sędzia: Viktor Kassai (Węgry) |
|                           |      |                |                            |                                                                   |

| 8 października 2005 20:45 | Szwajcaria · Ludovic Magnin 80' | 1:1(0:0)raport | Francja · Djibril Cissé 53' | Stade de Suisse Wankdorf, Berno Widzów: 31 400 Sędzia: Terje Hauge (Norwegia) |
|                           |                                 |                |                             |                                                                               |

| 8 października 2005 21:10 | Izrael · Josi Benajun 1' · Micha’el Zandberg 90+1' | 2:1(1:0)raport | Wyspy Owcze · Símun Samuelsen 90+3' | Stadion Ramat Gan, Ramat Gan Widzów: 31 857 Sędzia: Bernhard Brugger (Austria) |
|                           |                                                    |                |                                     |                                                                                |

| 12 października 2005 19:45 | Irlandia | 0:0raport | Szwajcaria | Lansdowne Road, Dublin Widzów: 35 944 Sędzia: Markus Merk (Niemcy) |
|                            |          |           |            |                                                                    |

| 12 października 2005 20:45 | Francja · Zinedine Zidane 29' · Sylvain Wiltord 32' · Vikash Dhorasoo 44' · Ludovic Giuly 84' | 4:0(3:0)raport | Cypr | Stade de France, Saint-Denis Widzów: 78 864 Sędzia: Wolfgang Stark (Niemcy) |
|                            |                                                                                               |                |      |                                                                             |